# Joe Dodge
Joseph "Joe" George Dodge (Monroe, Wisconsin, 9 februari 1922 - 18 augustus 2004) was een Amerikaanse jazz-drummer. Hij werkte samen met Paul Desmond en Dave Brubeck.
Dodge groeide op aan de westkust van Amerika en leerde drums bij een orkestmuzikant. Stilistisch werd hij aanvankelijk beïnvloed door de bebop-drummers Max Roach en Art Blakey, maar hij ging zachter spelen toen hij rond 1947 met saxofonist Paul Desmond een groep oprichtte. In 1948-1949 toerde hij met Nick Esposito en van 1953 tot 1956 met de pianist Dave Brubeck. Met Brubeck speelde hij eerder mee op enkele van diens albums uit het begin van de jaren vijftig, zoals "Stardust" en "Jazz at the Blackhawk". Ook is hij te horen op "Brubeck Time" (1954) en Desmond's album "Desmond". Na zijn werk met Brubeck verdween Dodge uit de muziekscene.